# Phân loại anime
Anime thường được phân loại theo nhân khẩu học mục tiêu, bao gồm kodomo (Nhật: 子供向け漫画 (Tử cung hướng ke Mạn họa)), shōjo (Nhật: 少女漫画 (thiếu nữ mạn họa)), shōnen (Nhật: 少年漫画 (thiếu niên mạn họa)) và một phạm vi đa dạng thể loại hướng đến khán giả trưởng thành như seinen hay Josei. Phân loại về thể loại anime khác biệt so với các dạng thể loại khác của hoạt hình và không nên trộn lẫn anime với phân loại thông thường.

## Phân loại theo nhân khẩu học
Anime được phân loại theo khán thính giả mục tiêu nhân khẩu học, xếp trong nhiều thể loại hoặc tiểu thể loại tùy theo chủ đề được hướng đến. Mỗi cách phân loại nhân khẩu học hướng đến một nhóm khán thính giả mục tiêu cố định nhiều hơn so với những nhóm khác; vì vậy một anime về khoa học viễn tưởng sẽ có nhiều khả năng là shōnen hơn shōjo.
- Kodomo  (Nhật: 子供向け漫画 (Tử cung hướng ke Mạn họa)?): hướng đến trẻ em.[4][5] Ví dụ Pókemon, Doraemon.
- Shōjo  (Nhật: 少女漫画 (thiếu nữ mạn họa)?): hướng đến thiếu nữ, thiên về lãng mạn lý tưởng với nhân vật chính là một cô gái, giai đoạn giữa một cô bé và một phụ nữ đã trưởng thành về tình dục.[6][7][8] 24-nen Gumi thời kỳ Chiêu Hòa đã thiết lập văn phạm cơ bản cho shōjo (độc thoại hoặc thú nhận nội tâm về nỗi lo lắng của nhân vật nữ chính), bắt nguồn từ phong trào 'ūman ribu' giải phóng nữ giới khỏi các chuẩn mực và vai trò mẹ hiền vợ tốt truyền thống trong quá trình tự do dân quyền tại Nhật Bản sau chiến tranh thế giới thứ hai nhưng phụ nữ Nhật Bản vẫn chưa rõ ràng hướng đi.[6][7] Shōjo thường được gắn kết với chủ nghĩa nữ quyền (Thủy thủ Mặt Trăng, Mononoke Hime), nhưng hình ảnh và phong cách biểu tượng shōjo từ thập niên 2000 đã không còn phản chiếu mục đích ban đầu bởi sự chiếm dụng văn hóa của truyền thông đại chúng. Ví dụ trong thể loại shōjo.
- Shōjo-ai  (Nhật: 少女爱漫画 (Thiếu nữ ái mạn họa)?): hướng đến đồng tính nữ, thường với xúc cảm nhẹ nhàng và không có tình dục đồng giới nữ. Ví dụ như Strawberry Panic!.
- Shōnen  (Nhật: 少年漫画 (thiếu niên mạn họa)?): hướng đến nam thiếu niên hoặc bé trai tiền dậy thì, thường gắn yếu tố phiêu lưu và chiến trận;[8] khuôn mẫu nữ giới khêu gợi trong shōnen thường dựa theo nhãn quan nam giới.[6] Ví dụ trong thể loại shōnen.
- Shōnen-ai  (Nhật: 少年爱漫画 (Thiếu niên ái mạn họa)?): hướng đến đồng tính nam, thường với xúc cảm nhẹ nhàng và không có tình dục đồng giới nam. Ví dụ như Super Lovers.
- Seinen  (Nhật: 青年漫画 (thanh niên mạn họa)?): hướng đến nam thanh niên hoặc nam trung niên; phong cách riêng biệt cùng chủ đề phong phú, tính bạo lực cao và khiêu dâm. Ví dụ trong thể loại seinen.
- Josei  (Nhật: 女性漫画 (nữ tính mạn họa)?): hướng đến phụ nữ trẻ và trưởng thành; thiên về lãng mạn thực tế, chính kịch và trải nghiệm cuộc sống, có thể có tình dục và các chủ đề trưởng thành. Ví dụ trong thể loại Josei.

## Phân loại theo chủ đề
Có thể nhận dạng các phạm trù khác nhau dựa trên chủ đề, nhưng cách phân loại này có thể gây nhầm lẫn bởi vì một anime có thể thường xuyên giao thoa nhiều chủ đề khác nhau cùng một lúc. Hơn nữa, phân loại theo chủ đề một cách toàn diện và chi tiết không được tìm thấy trong các tài liệu có liên quan; trong nhiều trường hợp, nó được nhiều thừa nhận từ khán giả hơn là từ tác giả. Phân loại anime thường thông qua chủ đề, phong cách hoặc hình thức được sử dụng làm trung tâm trong cốt truyện. Cách phân loại anime theo thứ tự chữ cái chủ đề:
- Hài kịch:[13] Các tình huống hoặc phân cảnh mang tính hài hước. Ví dụ trong thể loại hài.
- Khoa học viễn tưởng: Cốt truyện về thám hiểm không gian vũ trụ, lý thuyết đa vũ trụ, du hành thời gian, vòng lặp thời gian.[cần dẫn nguồn] Ví dụ trong thể loại khoa học viễn tưởng.
- Cyberpunk: Thế giới giả tưởng tương lai với công nghệ kỹ thuật tân tiến, cùng mức độ tan rã hoặc thay đổi triệt để trật tự xã hội; nhân vật (Akira, Ghost in the Shell) có nội tâm sâu sắc, được gắn kết khám phá về duy linh luận và suy ngẫm chủ nghĩa hiện sinh.[14] Ví dụ trong thể loại cyberpunk.
- Dystopia (phản địa đàng): xã hội tương lai giả tưởng bạo lực và mất quyền tự do cá nhân, chính phủ độc tài kiểm soát xã hội. Ví dụ như Psycho-Pass.
- Ecchi  (Nhật: エッチ (Biến thái)?): Những tình huống hài hước với yếu tố khêu gợi.[4][5][15]  Nếu tính khêu gợi bị khai thác quá mức và sử dụng trong phần lớn các phân cảnh thì ecchi trở thành fan service. Ví dụ trong thể loại ecchi.
- Gekiga  (Nhật: 劇画 (Kịch họa)?): Thuật ngữ được tạo ra bởi Tatsumi Yoshihiro để đề cập đến một phong cách chính kịch bi thảm, đen tối hơn, nghiêm túc và hiện thực hơn trong cách kể truyện.[16][17] Ví dụ như Ashita no Joe, Kyojin no Hoshi, Golgo 13.
- Gurume  (Nhật: グルメ漫画 (Sành ăn)?) hay Sành ăn: Những câu chuyện về ẩm thực, tập trung vào thực khách hoặc nhà phê bình ẩm thực hoặc đầu bếp. Ví dụ trong thể loại ẩm thực.
- Harem (Nhật: ハーレムもの?):[13] Cốt truyện về nhiều nhân vật nữ bị thu hút bởi cùng một nhân vật nam chính trong phim.[4][5][8][18] Ví dụ trong thể loại harem.
- Harem đảo ngược: Cốt truyện về nhiều nhân vật nam bị thu hút bởi cùng một nhân vật nữ chính. Ví dụ như Ōran Kōkō Hosuto Kurabu, Fruits Basket, Hanasakeru Seishōnen.
- Jidaigeki  (Nhật: 時代劇 (Thời đại kịch)?) hoặc Samurai  (Nhật: 侍 (Thị)?) hoặc Ninja  (Nhật: 忍者 (Nhẫn giả)?): Cốt truyện có nội dung về lịch sử, thường diễn ra trong thời kỳ Edo. Ví dụ như Rurouni Kenshin, Samurai Champloo, Vangabond.
- Kemono (Nhật: 獣 (Thú nhân)?) hoặc Juujin (Nhật: 獣人 (Thú nhân)?): Con người có đặc điểm động vật hoặc ngược lại, thường hướng đến trẻ em.[19] Ví dụ như Black Cat, InuYasha, Sói và Gia vị.
- Mahō shōjo  (Nhật: 魔法少女 (Ma pháp Thiếu nữ)?): Nhân vật chính là cô gái trẻ sở hữu ma thuật huyền bí, được kích hoạt bằng một vật thể hoặc thủ pháp, thường nhận hỗ trợ từ các linh vật dễ thương, phải chống lại một số thế lực siêu nhiên.[6][20]
- Mecha  (Nhật: メカ?): Cốt truyện có những robot hình người khổng lồ biết bay với phi công điều khiển trong buồng lái, các phi công thường có mối quan hệ đồng cảm và trực giác với robot của họ; robot được trang bị súng, khả năng cận chiến hoặc vũ khí khoa học viễn tưởng.[21][22] Mecha thường xuất hiện trong xung đột của loài người, hoặc giữa loài người với sự sống ngoài Trái Đất.[22] Hai nhánh chính gồm Siêu robot và Robot thực. Ví dụ trong thể loại mecha.
- Meitantei (Nhật: 名探偵 (Thám tử)?)[23] hoặc tội phạm: Cốt truyện về điều tra phá án, hoạt động tội phạm thế giới ngầm. Ví dụ như Meitantei Holmes, Death Note, Thám tử lừng danh Conan.
- Nekketsu (Nhật: 热血 (Máu nóng)?) hay shōnen chiến đấu: Nhiều phân cảnh chiến đầu được thực hiện từ một nhân vật cao thượng luôn luyện tập không ngừng trong suốt câu chuyện, được so sánh với một vài nhân vật phản diện. Ví dụ như Dragon Ball, Saint Seiya, One Piece, Hunter x Hunter, Naruto, Hành trình U Linh Giới, Pokémon, Digimon, Bleach.
- Romakome hay Hài kịch lãng mạn: Nhân vật cười rất nhiều, khóc một chút, xuất hiện trên màn ảnh trong một trang phục giản dị hoặc dễ thương trước khi cuộn tròn vào một vòng tay say đắm.[24]
- Steampunk: Cốt truyện về thế giới có công nghiệp hơi nước chiếm ưu thế, mốc thời gian liên quan nhiều tới thời kỳ Victoria, nó thường được hiểu là một phong cách mỹ thuật riêng biệt. Ví dụ trong thể loại steampunk.
- Sentai  (Nhật: 戦隊  (Chiến đội)?): Cốt truyện về các siêu anh hùng làm việc theo nhóm.[4][5] Ví dụ như Cyborg 009, Mega Man, One-Punch Man.
- Spokon (Nhật: スポ根?) (Thể thao): Thể thao trong anime phản ánh quá trình Mỹ hóa (bóng chày, bóng rổ, bóng chuyền, bóng đá) và Tây hóa (bóng đá, golf, quần vợt), hoặc truyền thống Nhật Bản và châu Á (judo, kendo, karate, sumo).[25] Thập niên 1960-cuối thập niên 1970, các nhân vật thường nỗ lực, thất bại, trưởng thành, vinh quang với sự huấn luyện khắt khe (Kyojin no Hoshi, Attack No. 1, Taigā Masuku, Ashita no Joe, Ace o Nerae!); thúc đẩy ý thức hệ/đạo đức cho người xem bằng việc sử dụng 'chiến thắng' như một từ khóa và đặt xã hội trong bối cảnh 'mạnh/yếu', 'giàu/nghèo'.[25] Thập niên 1980, anime xoay quanh cuộc sống hàng ngày của nhân vật với những rắc rối tình cảm, chủ đề thể thao là một khía cạnh trong cốt truyện (Touch, Yawara!, Slam Dunk, Tsubasa Giấc mơ sân cỏ).[25] Ví dụ trong thể loại thể thao.
- Hậu tận thế:[19] Những câu chuyện diễn ra trong thế giới bị tàn phá, khủng hoảng vũ khí hạt nhân, mất độc lập dân tộc, bệnh tật tràn lan, trẻ em mồ côi; mặc dù tương đồng với dystopia nhưng khác nhau tại thời điểm câu chuyện mở ra.[26][27] Ví dụ trong thể loại hậu tận thế.
- Shotacon hoặc Lolicon:[13][18] Câu chuyện tập trung vào sự lãng mạn giữa thiếu nhi hoặc trẻ con với người trưởng thành, vai trò giới tính trong nhiều trường hợp vẫn chưa ổn định. Nhà phê bình văn hóa Azuma Hiroki cho rằng sai lầm khi gắn kết lolicon với tội ác chống lại trẻ em, người xem thể hiện hành vi chống đối xã hội hơn là lạm dụng tình dục trẻ em.[28] Đầu thế kỷ 21, một số quốc gia phương Tây đã xây dựng luật cấm hoạt hình miêu tả rõ ràng về tình dục vị thành niên,[28][29] đặc biệt tại Vương quốc Liên hiệp Anh và Bắc Ireland khi một nhân vật trẻ em xuất hiện trong một tình huống tình dục giả tưởng sẽ bị truy tố hình sự, nguyên nhân bởi vì niềm tin phương Tây cho rằng truyện tranh và hoạt hình dành cho trẻ em.[30] Ví dụ như Boku no Pico, Papa to Kiss in the Dark.
- Hentai  (Nhật: 変態 (Trụy lạc)?): Cốt truyện có yếu tố quan hệ tình dục rõ ràng;[4][5] hướng đến đối tượng trưởng thành cả hai giới.[4]